# Wychowanie Fizyczne i Zdrowotne
Wychowanie Fizyczne i Zdrowotne tytuł czasopisma założonego w 1932 r., adresowanego obecnie do nauczycieli wf, trenerów, klubów sportowych i pracowników szkolnej służby zdrowia.
Przez wiele lat wydawane było jako kwartalnik i dwumiesięcznik. Na początku XXI wieku przejęte zostało przez warszawską Oficynę Wydawniczą AMOS, która w 2001 r. przekształciła je w miesięcznik, a 1 października 2007 wydawcą została Spółka Wydawnicza Dr. Josefa Raabe. Redagowany jest przez specjalistów - profesorów warszawskiej AWF
Miesięcznik publikuje konspekty i scenariusze zajęć z dziećmi i młodzieżą, m.in. w specjalnej wkładce pt. Biblioteczka monograficzna, promującej także poszczególne dyscypliny sportowe, np. badminton, minikoszykówkę czy kajakarstwo.